# Luvua-Stummelaffe
Der Luvua-Stummelaffe (Piliocolobus foai) ist eine Primatenart aus der Gattung der Roten Stummelaffen, die im äußersten Osten der Demokratischen Republik Kongo (Provinz Sud-Kivu) in den Bergen am Westufer des Tanganjikasees nördlich von Kalemie vorkommt.

## Merkmale
Luvua-Stummelaffe

Link zum Bild

Männliche Luvua-Stummelaffen erreichen eine Kopf-Rumpf-Länge von 50 bis 69 cm, eine Schwanzlänge von 62 bis 67 cm und ein Gewicht von 9 bis 13 kg (Männchen). Für die Weibchen liegen nur Angaben zum Gewicht vor; es liegt zwischen 7 und 9 kg. Der Schwanz ist relativ kurz, das Fell im Vergleich zu dem anderer Roten Stummelaffen länger. Auf dem Rücken, der Kopfoberseite und an den Außenseiten der Gliedmaßen ist es rötlich, der obere Rücken kann auch schwarz oder schwarz-rot sein. Brust, Bauch, Kehle und die Innenseiten der Gliedmaßen sind rauchgrau bis gelbweiß. Hände und Füße sind schwarz. Im Vergleich zu denen anderer Roten Stummelaffen sind die Zähne des Luvua-Stummelaffen klein. Die Weibchen zeigen ihre Paarungsbereitschaft während ihrer fruchtbaren Tage durch eine rosige Regelschwellung.

## Lebensweise

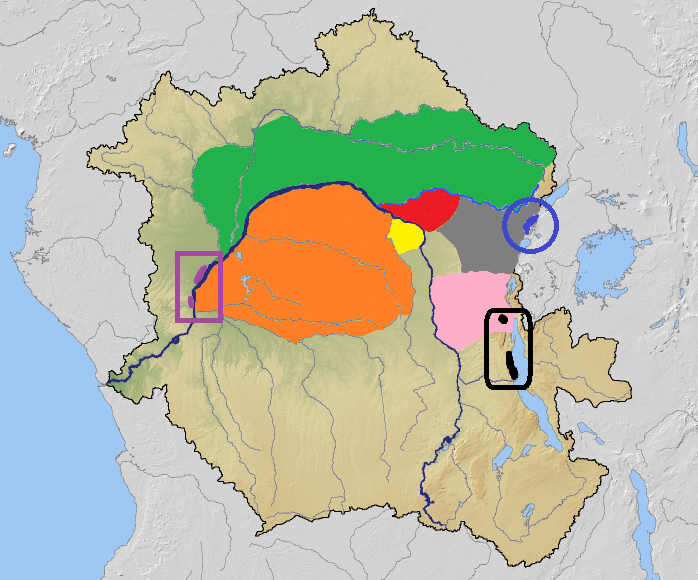
Verbreitungsgebiete der zentralafrikanischen Arten:
Oustalet-Stummelaffe
Thollon-Stummelaffe
Lualaba-Stummelaffe
Lomami-Stummelaffe
Ulindi-Stummelaffe
Semliki-Stummelaffe
Bouvier-Stummelaffe
Luvua-Stummelaffe
Hybridisierungsgebiet

Luvua-Stummelaffen leben in Bergnebelwäldern (u. a. in den Itombwe Mountains). Sie ernähren sich von Blättern, Sprossen, Früchten, Blüten, Knospen und möglicherweise auch von Samen. Die Fortpflanzung wurde bisher nicht erforscht.

## Systematik
Der Luvua-Stummelaffe wurde 1899 durch den französischen Zoologen Eugène de Pousargues als Colobus foai beschrieben. Später wurden alle Roten Stummelaffen einer einzigen Art zugerechnet (P. badius). Ab 2001 war Piliocolobus foai dann der Name für den „Zentralafrikanischen Stummelaffen“, der in fünf Unterarten unterteilt wurde, die Nominatform Piliocolobus foai foai, P. f. oustaleti, P. f. parmentieri, P. f. semlikiensis und P. f. ellioti. Vier dieser Unterarten wurden im Jahr 2013 im Primatenband des Handbook of the Mammals of the World in den Artenrang erhoben, bei der fünften, P. f. ellioti handelt es sich um Hybriden des Semliki-Stummelaffen mit dem Oustalet-Stummelaffen und dem Lualaba-Stummelaffen. Der Ulindi-Stummelaffe (Piliocolobus lulindicus), dessen Verbreitungsgebiet sich westlich an das des Luvua-Stummelaffen anschließt, galt bis Januar 2020 als Unterart des Luvua-Stummelaffen.

## Gefährdung
Die IUCN listet den Luvua-Stummelaffen in ihrer Roten Liste gefährdeter Arten als gefährdet. Zur Gewinnung von Bushmeat werden die Tiere stark bejagt.